# Scaptesylodes modica
Scaptesylodes modica là một loài bướm đêm trong họ Crambidae.